# Akaciasångare
Akaciasångare (Phyllolais pulchella) är en fågel i familjen cistikolor inom ordningen tättingar.

## Utseende och läte
Akaciasångaren är en enfärgad och anspråksläst tecknad liten sångare. Undersidan är ljusbeige, med skära ben och skär näbb. Den skiljer sig från övervintrande och genomflyttande lövsångare genom vitt på yttre stjärtpennorna och avsaknad av tydligt ögonbrynsstreck. Lätet är ett dämpat och upprepat "tik" medan sången består av en kort och torr drill.

## Utbredning och systematik
Akaciasångaren förekommer från östra Nigeria till Tchad, södra Sudan, Etiopien, Demokratiska republiken Kongo, Kenya och norra Tanzania. Den placeras som enda art i släktet Phyllolais behandlas som monotypisk, det vill säga att den inte delas in i några underarter.

### Familjetillhörighet
Cistikolorna behandlades tidigare som en del av den stora familjen sångare (Sylviidae). Genetiska studier har dock visat att sångarna inte är varandras närmaste släktingar. Istället är de en del av en klad som även omfattar timalior, lärkor, bulbyler, stjärtmesar och svalor. Idag delas därför Sylviidae upp i ett antal familjer, däribland Cisticolidae. 

## Levnadssätt
Akaciasångaren hittas i torr savann, framför allt i akacior. Den ses alltid i par eller smågrupper som födosöker aktivt i trädtaket.

## Status och hot
Arten har ett stort utbredningsområde och en stor population med stabil utveckling och tros inte vara utsatt för något substantiellt hot. Utifrån dessa kriterier kategoriserar internationella naturvårdsunionen IUCN arten som livskraftig (LC). Världspopulationen har inte uppskattats men den beskrivs som alltifrån sällsynt till vanlig.